# Campionati del mondo di ciclocross 2022 - Gara femminile Junior
La seconda edizione della gara femminile Junior ai Campionati del mondo di ciclocross 2022 si svolse il 29 gennaio 2022 con partenza ed arrivo da Fayetteville in Svizzera, su un percorso iniziale di 100 mt più un circuito di 3,1 km da ripetere 5 volte per un totale di 15,6 km. La vittoria fu appannaggio della britannica Zoe Bäckstedt, la quale terminò la gara in 41'16", alla media di 22,679 km/h, precedendo le olandesi Leonie Beltveld e Lauren Molengraaf terza.
Partenza con 24 ciclisti, tutte giunte al traguardo.

## Squadre partecipanti
| N.    | Cod. | Squadra       |
| ----- | ---- | ------------- |
| 2-3   | NLD  | Paesi Bassi   |
| 4-5   | GBR  | Gran Bretagna |
| 6-10  | USA  | Stati Uniti   |
| 15    | BEL  | Belgio        |
| 18-20 | ITA  | Italia        |
| 22-26 | CZE  | Rep. Ceca     |
| 30-34 | CAN  | Canada        |
| 35    | SWE  | Svezia        |

## Ordine d'arrivo (Top 10)
| Pos. | Corridore           | Squadra     | Tempo   |
| ---- | ------------------- | ----------- | ------- |
| 1    | Zoe Bäckstedt       | Regno Unito | 41'16"  |
| 2    | Leonie Beltveld     | Paesi Bassi | a 32"   |
| 3    | Lauren Molengraaf   | Paesi Bassi | a 57"   |
| 4    | Ella MacLean-Howell | Regno Unito | a 1'06" |
| 5    | Federica Venturelli | Italia      | a 1'09" |
| 6    | Lilou Fabregue      | Francia     | s.t.    |
| 7    | Ava Holmgren        | Canada      | a 1'38" |
| 8    | Isabella Holmgren   | Canada      | a 1'49" |
| 9    | Alma Johansson      | Svezia      | a 1'57" |
| 10   | Julia Kopecky       | Rep. Ceca   | a 2'03" |